# Tour de Californie 2014
La 9e édition du Tour de Californie (ou Amgen Tour of California) a eu lieu du 11 au 18 mai 2014. Cette épreuve est classée 2.HC dans l'UCI America Tour 2014.

## Présentation

### Équipes
Classé en catégorie 2.HC de l'UCI America Tour, le Tour de Californie est par conséquent ouvert aux UCI ProTeams dans la limite de 50 % des équipes participantes, aux équipes continentales professionnelles, aux équipes continentales et à des équipes nationales. 16 équipes participent à ce Tour de Californie - 9 ProTeams, 3 équipes continentales professionnelles et 4 équipes continentales :
| Nom de l'équipe         | Pays        | Code |
| ----------------------- | ----------- | ---- |
| Belkin                  | Pays-Bas    | BEL  |
| BMC Racing              | États-Unis  | BMC  |
| Cannondale              | Italie      | CAN  |
| Garmin-Sharp            | États-Unis  | GRS  |
| Giant-Shimano           | Pays-Bas    | GIA  |
| Omega Pharma-Quick Step | Belgique    | OPQ  |
| Orica-GreenEDGE         | Australie   | OGE  |
| Sky                     | Royaume-Uni | SKY  |
| Trek Factory Racing     | États-Unis  | TFR  |

| Nom de l'équipe  | Pays       | Code |
| ---------------- | ---------- | ---- |
| NetApp-Endura    | Allemagne  | TNE  |
| Novo Nordisk     | États-Unis | TNN  |
| UnitedHealthcare | États-Unis | UHC  |

| Nom de l'équipe                | Pays       | Code |
| ------------------------------ | ---------- | ---- |
| Bissell Development            | États-Unis | BDT  |
| Jamis-Hagens Berman            | États-Unis | JSH  |
| Jelly Belly-Maxxis             | États-Unis | JBC  |
| Optum-Kelly Benefit Strategies | États-Unis | OPM  |

## Étapes
| Étape     | Date   | Villes étapes                      |  | Distance (km) | Vainqueur d’étape | Leader du classement général |
| --------- | ------ | ---------------------------------- |  | ------------- | ----------------- | ---------------------------- |
| 1re étape | 11 mai | Sacramento - Sacramento            |  | 193,1         | Mark Cavendish    | Mark Cavendish               |
| 2e étape  | 12 mai | Folsom - Folsom                    |  | 20,1          | Bradley Wiggins   | Bradley Wiggins              |
| 3e étape  | 13 mai | San José - Mont Diablo             |  | 174,6         | Rohan Dennis      | Bradley Wiggins              |
| 4e étape  | 14 mai | Monterey - Cambria                 |  | 165,1         | Will Routley      | Bradley Wiggins              |
| 5e étape  | 15 mai | Pismo Beach - Santa Barbara        |  | 172,8         | Taylor Phinney    | Bradley Wiggins              |
| 6e étape  | 16 mai | Santa Clarita - Mountain High (en) |  | 151,9         | Esteban Chaves    | Bradley Wiggins              |
| 7e étape  | 17 mai | Santa Clarita - Pasadena           |  | 142,7         | Peter Sagan       | Bradley Wiggins              |
| 8e étape  | 18 mai | Thousand Oaks - Thousand Oaks      |  | 122,5         | Mark Cavendish    | Bradley Wiggins              |

## Déroulement de la course

### 1reétape
|    | Coureur          | Équipe                         |    | Temps           |
| -- | ---------------- | ------------------------------ | -- | --------------- |
| 1  | Mark Cavendish   | Omega Pharma-Quick Step        | en | 4 h 44 min 17 s |
| 2  | John Degenkolb   | Giant-Shimano                  | +  | m.t             |
| 3  | Moreno Hofland   | Belkin                         |    | m.t             |
| 4  | Peter Sagan      | Cannondale                     |    | m.t             |
| 5  | Danny van Poppel | Trek Factory Racing            |    | m.t             |
| 6  | Guillaume Boivin | Cannondale                     |    | m.t             |
| 7  | Eric Young       | Optum-Kelly Benefit Strategies |    | m.t             |
| 8  | Matthew Goss     | Orica-GreenEDGE                |    | m.t             |
| 9  | Taylor Phinney   | BMC Racing                     |    | m.t             |
| 10 | John Murphy      | UnitedHealthcare               |    | m.t             |

|    | Coureur            | Équipe                         |    | Temps           |
| -- | ------------------ | ------------------------------ | -- | --------------- |
| 1  | Mark Cavendish     | Omega Pharma-Quick Step        | en | 4 h 44 min 07 s |
| 2  | John Degenkolb     | Giant-Shimano                  | +  | 4 s             |
| 3  | Moreno Hofland     | Belkin                         |    | 6 s             |
| 4  | Tao Geoghegan Hart | Bissell Development            |    | 6 s             |
| 5  | Peter Sagan        | Cannondale                     |    | 10 s            |
| 6  | Danny van Poppel   | Trek Factory Racing            |    | 10 s            |
| 7  | Guillaume Boivin   | Cannondale                     |    | 10 s            |
| 8  | Eric Young         | Optum-Kelly Benefit Strategies |    | 10 s            |
| 9  | Matthew Goss       | Orica-GreenEDGE                |    | 10 s            |
| 10 | Taylor Phinney     | BMC Racing                     |    | 10 s            |

### 2eétape
Le Britannique Bradley Wiggins s’est imposé sur ce contre-la-montre en remportant sa première victoire de la saison.
Il a littéralement écrasé cette épreuve chronométrée en parcourant les 20,1 kilomètres en 23 minutes et 18 secondes (vitesse moyenne : 51,760 km/h).
|    | Coureur         | Équipe                         |    | Temps       |
| -- | --------------- | ------------------------------ | -- | ----------- |
| 1  | Bradley Wiggins | Sky                            | en | 23 min 18 s |
| 2  | Rohan Dennis    | Garmin-Sharp                   | +  | 44 s        |
| 3  | Taylor Phinney  | BMC Racing                     |    | 52 s        |
| 4  | Eloy Teruel     | Jamis-Hagens Berman            |    | 1 min 08 s  |
| 5  | Jesse Sergent   | Trek Factory Racing            |    | 1 min 11 s  |
| 6  | Tiago Machado   | NetApp-Endura                  |    | 1 min 15 s  |
| 7  | Markel Irizar   | Trek Factory Racing            |    | 1 min 19 s  |
| 8  | Jens Voigt      | Trek Factory Racing            |    | 1 min 21 s  |
| 9  | Chad Haga       | Giant-Shimano                  |    | 1 min 24 s  |
| 10 | Tom Zirbel      | Optum-Kelly Benefit Strategies |    | 1 min 25 s  |

|    | Coureur         | Équipe                         |    | Temps           |
| -- | --------------- | ------------------------------ | -- | --------------- |
| 1  | Bradley Wiggins | Sky                            | en | 5 h 07 min 25 s |
| 2  | Rohan Dennis    | Garmin-Sharp                   | +  | 44 s            |
| 3  | Taylor Phinney  | BMC Racing                     |    | 52 s            |
| 4  | Eloy Teruel     | Jamis-Hagens Berman            |    | 1 min 08 s      |
| 5  | Jesse Sergent   | Trek Factory Racing            |    | 1 min 11 s      |
| 6  | Tiago Machado   | NetApp-Endura                  |    | 1 min 15 s      |
| 7  | Markel Irizar   | Trek Factory Racing            |    | 1 min 19 s      |
| 8  | Jens Voigt      | Trek Factory Racing            |    | 1 min 21 s      |
| 9  | Chad Haga       | Giant-Shimano                  |    | 1 min 25 s      |
| 10 | Tom Zirbel      | Optum-Kelly Benefit Strategies |    | 1 min 28 s      |

### 3eétape
|    | Coureur         | Équipe                         |    | Temps           |
| -- | --------------- | ------------------------------ | -- | --------------- |
| 1  | Rohan Dennis    | Garmin-Sharp                   | en | 4 h 56 min 02 s |
| 2  | Tiago Machado   | NetApp-Endura                  | +  | 6 s             |
| 3  | Lawson Craddock | Giant-Shimano                  |    | 8 s             |
| 4  | Adam Yates      | Orica-GreenEDGE                |    | 11 s            |
| 5  | Janier Acevedo  | Garmin-Sharp                   |    | 11 s            |
| 6  | Carter Jones    | Optum-Kelly Benefit Strategies |    | 14 s            |
| 7  | Peter Stetina   | BMC Racing                     |    | 14 s            |
| 8  | Esteban Chaves  | Orica-GreenEDGE                |    | 14 s            |
| 9  | Bradley Wiggins | Sky                            |    | 20 s            |
| 10 | Matthew Busche  | Trek Factory Racing            |    | 29 s            |

|    | Coureur         | Équipe                         |    | Temps            |
| -- | --------------- | ------------------------------ | -- | ---------------- |
| 1  | Bradley Wiggins | Sky                            | en | 10 h 03 min 57 s |
| 2  | Rohan Dennis    | Garmin-Sharp                   | +  | 24 s             |
| 3  | Tiago Machado   | NetApp-Endura                  |    | 1 min 05 s       |
| 4  | Lawson Craddock | Giant-Shimano                  |    | 1 min 21 s       |
| 5  | Adam Yates      | Orica-GreenEDGE                |    | 2 min 10 s       |
| 6  | Peter Stetina   | BMC Racing                     |    | 2 min 24 s       |
| 7  | Matthew Busche  | Trek Factory Racing            |    | 2 min 25 s       |
| 8  | Carter Jones    | Optum-Kelly Benefit Strategies |    | 2 min 27 s       |
| 9  | Laurens ten Dam | Belkin                         |    | 2 min 29 s       |
| 10 | Janier Acevedo  | Garmin-Sharp                   |    | 2 min 30 s       |

### 4eétape
|    | Coureur            | Équipe                         |    | Temps           |
| -- | ------------------ | ------------------------------ | -- | --------------- |
| 1  | Will Routley       | Optum-Kelly Benefit Strategies | en | 3 h 48 min 37 s |
| 2  | Gregory Daniel     | Bissell Development            | +  | 0 s             |
| 3  | Kevin De Mesmaeker | Novo Nordisk                   |    | 0 s             |
| 4  | Christopher Jones  | UnitedHealthcare               |    | 0 s             |
| 5  | Matt Cooke         | Jamis-Hagens Berman            |    | 0 s             |
| 6  | Jonathan Clarke    | UnitedHealthcare               |    | 15 s            |
| 7  | Mark Cavendish     | Omega Pharma-Quick Step        |    | 1 min 17 s      |
| 8  | Peter Sagan        | Cannondale                     |    | 1 min 17 s      |
| 9  | Matthew Goss       | Orica-GreenEDGE                |    | 1 min 17 s      |
| 10 | Taylor Phinney     | BMC Racing                     |    | 1 min 17 s      |

|    | Coureur         | Équipe                         |    | Temps            |
| -- | --------------- | ------------------------------ | -- | ---------------- |
| 1  | Bradley Wiggins | Sky                            | en | 13 h 53 min 51 s |
| 2  | Rohan Dennis    | Garmin-Sharp                   | +  | 28 s             |
| 3  | Tiago Machado   | NetApp-Endura                  |    | 1 min 09 s       |
| 4  | Lawson Craddock | Giant-Shimano                  |    | 1 min 25 s       |
| 5  | Adam Yates      | Orica-GreenEDGE                |    | 2 min 14 s       |
| 6  | Peter Stetina   | BMC Racing                     |    | 2 min 28 s       |
| 7  | Matthew Busche  | Trek Factory Racing            |    | 2 min 29 s       |
| 8  | Carter Jones    | Optum-Kelly Benefit Strategies |    | 2 min 31 s       |
| 9  | Laurens ten Dam | Belkin                         |    | 2 min 33 s       |
| 10 | Janier Acevedo  | Garmin-Sharp                   |    | 2 min 34 s       |

### 5eétape
Taylor Phinney a remporté en solitaire cette 5e étape. Le coureur de la formation BMC Racing s’est échappé dans la descente de la dernière ascension du jour, à une vingtaine de kilomètres de l'arrivée.
Il prend rapidement 20 secondes. Derrière, les Cannondale et les Orica-GreenEDGE ont roulé à vive allure pour ramener leurs sprinteurs Peter Sagan et Matthew Goss mais cela n’a pas suffi.
Le peloton termine à 12 secondes et celui-ci est réglé par Peter Sagan.
Mark Cavendish s'étant fait lâché du peloton dans l'ascension de la dernière côte perd son maillot vert du classement par points.
|    | Coureur           | Équipe              |    | Temps           |
| -- | ----------------- | ------------------- | -- | --------------- |
| 1  | Taylor Phinney    | BMC Racing          | en | 3 h 59 min 33 s |
| 2  | Peter Sagan       | Cannondale          | +  | 12 s            |
| 3  | Matthew Goss      | Orica-GreenEDGE     |    | 12 s            |
| 4  | Jasper Stuyven    | Trek Factory Racing |    | 12 s            |
| 5  | Kiel Reijnen      | UnitedHealthcare    |    | 12 s            |
| 6  | Lawson Craddock   | Giant-Shimano       |    | 12 s            |
| 7  | Thomas Damuseau   | Giant-Shimano       |    | 12 s            |
| 8  | Greg Van Avermaet | BMC Racing          |    | 12 s            |
| 9  | Paul Voss         | NetApp-Endura       |    | 12 s            |
| 10 | Tiago Machado     | NetApp-Endura       |    | 12 s            |

|    | Coureur         | Équipe                         |    | Temps            |
| -- | --------------- | ------------------------------ | -- | ---------------- |
| 1  | Bradley Wiggins | Sky                            | en | 17 h 53 min 56 s |
| 2  | Rohan Dennis    | Garmin-Sharp                   | +  | 28 s             |
| 3  | Tiago Machado   | NetApp-Endura                  |    | 1 min 09 s       |
| 4  | Lawson Craddock | Giant-Shimano                  |    | 1 min 25 s       |
| 5  | Adam Yates      | Orica-GreenEDGE                |    | 2 min 14 s       |
| 6  | Peter Stetina   | BMC Racing                     |    | 2 min 28 s       |
| 7  | Matthew Busche  | Trek Factory Racing            |    | 2 min 29 s       |
| 8  | Carter Jones    | Optum-Kelly Benefit Strategies |    | 2 min 31 s       |
| 9  | Laurens ten Dam | Belkin                         |    | 2 min 33 s       |
| 10 | Janier Acevedo  | Garmin-Sharp                   |    | 2 min 34 s       |

### 6eétape
|    | Coureur          | Équipe              |    | Temps           |
| -- | ---------------- | ------------------- | -- | --------------- |
| 1  | Esteban Chaves   | Orica-GreenEDGE     | en | 4 h 09 min 13 s |
| 2  | David de la Cruz | Bissell Development | +  | 13 s            |
| 3  | Thomas Danielson | Garmin-Sharp        |    | 41 s            |
| 4  | Adam Yates       | Orica-GreenEDGE     |    | 53 s            |
| 5  | Bradley Wiggins  | Sky                 |    | 53 s            |
| 6  | Peter Stetina    | BMC Racing          |    | 55 s            |
| 7  | Rohan Dennis     | Garmin-Sharp        |    | 55 s            |
| 8  | Jack Bobridge    | Belkin              |    | 55 s            |
| 9  | George Bennett   | Cannondale          |    | 1 min 15 s      |
| 10 | Lawson Craddock  | Giant-Shimano       |    | 1 min 16 s      |

|    | Coureur          | Équipe          |    | Temps            |
| -- | ---------------- | --------------- | -- | ---------------- |
| 1  | Bradley Wiggins  | Sky             | en | 22 h 03 min 42 s |
| 2  | Rohan Dennis     | Garmin-Sharp    | +  | 30 s             |
| 3  | Lawson Craddock  | Giant-Shimano   |    | 1 min 48 s       |
| 4  | Tiago Machado    | NetApp-Endura   |    | 2 min 02 s       |
| 5  | Adam Yates       | Orica-GreenEDGE |    | 2 min 14 s       |
| 6  | Peter Stetina    | BMC Racing      |    | 2 min 30 s       |
| 7  | Esteban Chaves   | Orica-GreenEDGE |    | 2 min 39 s       |
| 8  | Laurens ten Dam  | Belkin          |    | 3 min 01 s       |
| 9  | Janier Acevedo   | Garmin-Sharp    |    | 3 min 05 s       |
| 10 | David de la Cruz | NetApp-Endura   |    | 3 min 06 s       |

### 7eétape
|    | Coureur            | Équipe                  |    | Temps           |
| -- | ------------------ | ----------------------- | -- | --------------- |
| 1  | Peter Sagan        | Cannondale              | en | 3 h 24 min 33 s |
| 2  | Thor Hushovd       | BMC Racing              | +  | m.t             |
| 3  | Danny van Poppel   | Trek Factory Racing     |    | m.t             |
| 4  | Zakkari Dempster   | Trek Factory Racing     |    | m.t             |
| 5  | John Degenkolb     | Giant-Shimano           |    | m.t             |
| 6  | Matteo Trentin     | Omega Pharma-Quick Step |    | m.t             |
| 7  | Jens Keukeleire    | Orica-GreenEDGE         |    | m.t             |
| 8  | Nick van der Lijke | Belkin                  |    | m.t             |
| 9  | Kiel Reijnen       | UnitedHealthcare        |    | m.t             |
| 10 | Taylor Phinney     | BMC Racing              |    | m.t             |

|    | Coureur          | Équipe          |    | Temps            |
| -- | ---------------- | --------------- | -- | ---------------- |
| 1  | Bradley Wiggins  | Sky             | en | 25 h 28 min 15 s |
| 2  | Rohan Dennis     | Garmin-Sharp    | +  | 30 s             |
| 3  | Lawson Craddock  | Giant-Shimano   |    | 1 min 48 s       |
| 4  | Tiago Machado    | NetApp-Endura   |    | 2 min 02 s       |
| 5  | Adam Yates       | Orica-GreenEDGE |    | 2 min 14 s       |
| 6  | Peter Stetina    | BMC Racing      |    | 2 min 30 s       |
| 7  | Esteban Chaves   | Orica-GreenEDGE |    | 2 min 39 s       |
| 8  | Laurens ten Dam  | Belkin          |    | 3 min 01 s       |
| 9  | Janier Acevedo   | Garmin-Sharp    |    | 3 min 05 s       |
| 10 | David de la Cruz | NetApp-Endura   |    | 3 min 06 s       |

### 8eétape
|    | Coureur          | Équipe                  |    | Temps           |
| -- | ---------------- | ----------------------- | -- | --------------- |
| 1  | Mark Cavendish   | Omega Pharma-Quick Step | en | 4 h 44 min 17 s |
| 2  | John Degenkolb   | Giant-Shimano           | +  | m.t             |
| 3  | Peter Sagan      | Cannondale              |    | m.t             |
| 4  | Matthew Goss     | Orica-GreenEDGE         |    | m.t             |
| 5  | Danny van Poppel | Trek Factory Racing     |    | m.t             |
| 6  | Thor Hushovd     | BMC Racing              |    | m.t             |
| 7  | Lars Boom        | Belkin                  |    | m.t             |
| 8  | Zakkari Dempster | Trek Factory Racing     |    | m.t             |
| 9  | Alex Howes       | Garmin-Sharp            |    | m.t             |
| 10 | Kiel Reijnen     | UnitedHealthcare        |    | m.t             |

|    | Coureur          | Équipe          |    | Temps            |
| -- | ---------------- | --------------- | -- | ---------------- |
| 1  | Bradley Wiggins  | Sky             | en | 28 h 22 min 05 s |
| 2  | Rohan Dennis     | Garmin-Sharp    | +  | 30 s             |
| 3  | Lawson Craddock  | Giant-Shimano   |    | 1 min 48 s       |
| 4  | Tiago Machado    | NetApp-Endura   |    | 2 min 02 s       |
| 5  | Adam Yates       | Orica-GreenEDGE |    | 2 min 14 s       |
| 6  | Peter Stetina    | BMC Racing      |    | 2 min 30 s       |
| 7  | Esteban Chaves   | Orica-GreenEDGE |    | 2 min 39 s       |
| 8  | Laurens ten Dam  | Belkin          |    | 3 min 01 s       |
| 9  | Janier Acevedo   | Garmin-Sharp    |    | 3 min 05 s       |
| 10 | David de la Cruz | NetApp-Endura   |    | 3 min 06 s       |

## Classements finals

### Classement général
|    | Cycliste         | Pays        | Équipe          |    | Temps            |
| -- | ---------------- | ----------- | --------------- | -- | ---------------- |
| 1  | Bradley Wiggins  | Royaume-Uni | Sky             | en | 28 h 22 min 05 s |
| 2  | Rohan Dennis     | Australie   | Garmin-Sharp    | +  | 30 s             |
| 3  | Lawson Craddock  | États-Unis  | Giant-Shimano   |    | 1 min 48 s       |
| 4  | Tiago Machado    | Portugal    | NetApp-Endura   |    | 2 min 02 s       |
| 5  | Adam Yates       | Royaume-Uni | Orica-GreenEDGE |    | 2 min 14 s       |
| 6  | Peter Stetina    | États-Unis  | BMC Racing      |    | 2 min 30 s       |
| 7  | Esteban Chaves   | Colombie    | Orica-GreenEDGE |    | 2 min 39 s       |
| 8  | Laurens ten Dam  | Pays-Bas    | Belkin          |    | 3 min 01 s       |
| 9  | Janier Acevedo   | Colombie    | Garmin-Sharp    |    | 3 min 05 s       |
| 10 | David de la Cruz | Espagne     | NetApp-Endura   |    | 3 min 06 s       |

### Classements annexes
|   | Cycliste       | Équipe                  | Points |
| - | -------------- | ----------------------- | ------ |
| 1 | Peter Sagan    | Cannondale              | 47     |
| 2 | Mark Cavendish | Omega Pharma-Quick Step | 34     |
| 3 | John Degenkolb | Giant-Shimano           | 30     |

|   | Cycliste          | Équipe                         | Points |
| - | ----------------- | ------------------------------ | ------ |
| 1 | Will Routley      | Optum-Kelly Benefit Strategies | 42     |
| 2 | Christopher Jones | UnitedHealthcare               | 31     |
| 3 | Esteban Chaves    | Orica-GreenEDGE                | 24     |

|   | Cycliste        | Équipe          |    | Temps            |
| - | --------------- | --------------- | -- | ---------------- |
| 1 | Lawson Craddock | Giant-Shimano   | en | 28 h 23 min 53 s |
| 2 | Adam Yates      | Orica-GreenEDGE | +  | 26 s             |
| 3 | Daan Olivier    | Giant-Shimano   |    | 3 min 03 s       |

|   | Équipe          | Pays       |    | Temps            |
| - | --------------- | ---------- | -- | ---------------- |
| 1 | Garmin-Sharp    | États-Unis | en | 85 h 12 min 16 s |
| 2 | Giant-Shimano   | Pays-Bas   | +  | 4 min 22 s       |
| 3 | Orica-GreenEDGE | Australie  |    | 5 min 53 s       |

## Évolution des classements
| Étape              | Vainqueur          | Classement général | Classement par points | Classement de la montagne | Classement du meilleur jeune | Classement par équipes | Courageux du jour |
| ------------------ | ------------------ | ------------------ | --------------------- | ------------------------- | ---------------------------- | ---------------------- | ----------------- |
| 1                  | Mark Cavendish     | Mark Cavendish     | Mark Cavendish        | Will Routley              | Tao Geoghegan Hart           | Cannondale             | Charles Planet    |
| 2                  | Bradley Wiggins    | Bradley Wiggins    | Mark Cavendish        | Will Routley              | Lawson Craddock              | Trek Factory Racing    | Non décerné       |
| 3                  | Rohan Dennis       | Bradley Wiggins    | Mark Cavendish        | Will Routley              | Lawson Craddock              | Garmin-Sharp           | Luis Lemus        |
| 4                  | Will Routley       | Bradley Wiggins    | Mark Cavendish        | Will Routley              | Lawson Craddock              | Garmin-Sharp           | Jonathan Clarke   |
| 5                  | Taylor Phinney     | Bradley Wiggins    | Peter Sagan           | Will Routley              | Lawson Craddock              | Garmin-Sharp           | Taylor Phinney    |
| 6                  | Esteban Chaves     | Bradley Wiggins    | Peter Sagan           | Will Routley              | Lawson Craddock              | Garmin-Sharp           | Christopher Jones |
| 7                  | Peter Sagan        | Bradley Wiggins    | Peter Sagan           | Will Routley              | Lawson Craddock              | Garmin-Sharp           | Benjamin King     |
| 8                  | Mark Cavendish     | Bradley Wiggins    | Peter Sagan           | Will Routley              | Lawson Craddock              | Garmin-Sharp           | Jack Bobridge     |
| Classements finals | Classements finals | Bradley Wiggins    | Peter Sagan           | Will Routley              | Lawson Craddock              | Garmin-Sharp           | Non décerné       |

## Liste des participants
| Légende | Légende                                                                                                  | Légende | Légende                                                                                         |
| ------- | --- | ------- | ----------------------------------------------------------------------------------------------- |
| Num     | Dossard de départ porté par le coureur sur ce Tour de Californie                                         | Pos     | Position finale au classement général                                                           |
|         | Indique le vainqueur du classement général                                                               |         | Indique le vainqueur du classement de la montagne                                               |
|         | Indique le vainqueur du classement par points                                                            |         | Indique le vainqueur du classement du meilleur jeune                                            |
| #       | Indique la meilleure équipe                                                                              |         |                                                                                                 |
| NP      | Indique un coureur qui n'a pas pris le départ d'une étape, suivi du numéro de l'étape où il s'est retiré | AB      | Indique un coureur qui n'a pas terminé une étape, suivi du numéro de l'étape où il s'est retiré |
| HD      | Indique un coureur qui a terminé une étape hors des délais, suivi du numéro de l'étape                   | *       | Indique un coureur en lice pour le maillot blanc (coureurs nés après le 1er janvier 1989)       |

| BMC Racing BMC | BMC Racing BMC              | BMC Racing BMC |
| -------------- | --------------------------- | -------------- |
| Num            | Coureur                     | Pos            |
| 1              | Peter Stetina (USA)         | 6e             |
| 2              | Thor Hushovd (NOR) (Route)  | 71e            |
| 3              | Martin Kohler (SUI)         | 82e            |
| 4              | Amaël Moinard (FRA)         | 27e            |
| 5              | Taylor Phinney (USA)        | 43e            |
| 6              | Michael Schär (SUI) (Route) | 39e            |
| 7              | Greg Van Avermaet (BEL)     | 44e            |
| 8              | Lawrence Warbasse (USA)     | AB-8           |

| Garmin-Sharp GRS | Garmin-Sharp GRS       | Garmin-Sharp GRS |
| ---------------- | ---------------------- | ---------------- |
| Num              | Coureur                | Pos              |
| 11               | Janier Acevedo (COL)   | 9e               |
| 12               | Thomas Danielson (USA) | 14e              |
| 13               | Rohan Dennis (AUS)     | 2e               |
| 14               | Caleb Fairly (USA)     | 34e              |
| 15               | Phillip Gaimon (USA)   | AB-6             |
| 16               | Alex Howes (USA)       | 93e              |
| 17               | Benjamin King (USA)    | 21e              |
| 18               | Nathan Brown (USA)     | 23e              |

| Omega Pharma-Quick Step OPQ | Omega Pharma-Quick Step OPQ    | Omega Pharma-Quick Step OPQ |
| --------------------------- | ------------------------------ | --------------------------- |
| Num                         | Coureur                        | Pos                         |
| 21                          | Tom Boonen (BEL)               | AB-6                        |
| 22                          | Mark Cavendish (GBR) (Route)   | 78e                         |
| 23                          | Mark Renshaw (AUS)             | 89e                         |
| 24                          | Niki Terpstra (NED)            | 81e                         |
| 25                          | Matteo Trentin (ITA)           | 56e                         |
| 26                          | Guillaume Van Keirsbulck (BEL) | AB-7                        |
| 27                          | Stijn Vandenbergh (BEL)        | 32e                         |
| 28                          | Martin Velits (SVK)            | 83e                         |

| Trek Factory Racing TFR | Trek Factory Racing TFR | Trek Factory Racing TFR |
| ----------------------- | ----------------------- | ----------------------- |
| Num                     | Coureur                 | Pos                     |
| 31                      | Matthew Busche (USA)    | 13e                     |
| 32                      | Markel Irizar (ESP)     | 58e                     |
| 33                      | Jesse Sergent (NZL)     | 61e                     |
| 34                      | Jasper Stuyven (BEL)    | 52e                     |
| 35                      | Danny van Poppel (NED)  | 69e                     |
| 36                      | Jens Voigt (GER)        | 51e                     |
| 37                      | Calvin Watson (AUS)     | AB-8                    |
| 38                      | Haimar Zubeldia (ESP)   | 12e                     |

| Sky SKY | Sky SKY                 | Sky SKY |
| ------- | ----------------------- | ------- |
| Num     | Coureur                 | Pos     |
| 41      | Bradley Wiggins (GBR)   | 1er     |
| 42      | Ian Boswell (USA)*      | 72e     |
| 43      | Joe Dombrowski (USA)*   | 26e     |
| 44      | Nathan Earle (AUS)      | 100e    |
| 45      | Joshua Edmondson (GBR)* | 33e     |
| 46      | Christian Knees (GER)   | 49e     |
| 47      | Danny Pate (USA)        | 50e     |
| 48      | Luke Rowe (GBR)         | 99e     |

| Orica-GreenEDGE OGE | Orica-GreenEDGE OGE   | Orica-GreenEDGE OGE |
| ------------------- | --------------------- | ------------------- |
| Num                 | Coureur               | Pos                 |
| 51                  | Matthew Goss (AUS)    | 60e                 |
| 52                  | Esteban Chaves (COL)* | 7e                  |
| 53                  | Mathew Hayman (AUS)   | 68e                 |
| 54                  | Jens Keukeleire (BEL) | 29e                 |
| 55                  | Damien Howson (AUS)*  | AB-8                |
| 56                  | Jens Mouris (NED)     | AB-8                |
| 57                  | Adam Yates (GBR)*     | 5e                  |
| 58                  | Simon Yates (GBR)*    | 97e                 |

| Cannondale CAN | Cannondale CAN            | Cannondale CAN |
| -------------- | ------------------------- | -------------- |
| Num            | Coureur                   | Pos            |
| 61             | Peter Sagan (SVK) (Route) | 55e            |
| 62             | Maciej Bodnar (POL)       | 74e            |
| 63             | Guillaume Boivin (CAN)    | 95e            |
| 64             | Ted King (USA)            | 67e            |
| 65             | Kristjan Koren (SLO)      | 17e            |
| 66             | Fabio Sabatini (ITA)      | 63e            |
| 67             | George Bennett (NZL)      | 25e            |
| 68             | Cameron Wurf (AUS)        | 101e           |

| Belkin BEL | Belkin BEL               | Belkin BEL |
| ---------- | ------------------------ | ---------- |
| Num        | Coureur                  | Pos        |
| 71         | Laurens ten Dam (NED)    | 8e         |
| 72         | Jack Bobridge (AUS)      | 22e        |
| 73         | Lars Boom (NED)          | 46e        |
| 74         | Moreno Hofland (NED)     | AB-8       |
| 75         | Tom Leezer (NED)         | 85e        |
| 76         | Nick van der Lijke (NED) | 31e        |
| 77         | Dennis van Winden (NED)  | AB-8       |
| 78         | Maarten Wynants (BEL)    | 54e        |

| Giant-Shimano GIA | Giant-Shimano GIA                 | Giant-Shimano GIA |
| ----------------- | --------------------------------- | ----------------- |
| Num               | Coureur                           | Pos               |
| 81                | Lawson Craddock (USA)             | 3e                |
| 82                | Roy Curvers (NED)                 | 79e               |
| 83                | Thomas Damuseau (FRA)             | 18e               |
| 84                | John Degenkolb (GER)              | 62e               |
| 85                | Chad Haga (USA)                   | 38e               |
| 86                | Reinardt Janse van Rensburg (RSA) | NP-3              |
| 87                | Koen de Kort (NED)                | 70e               |
| 88                | Daan Olivier (NED)                | 15e               |

| UnitedHealthcare UHC | UnitedHealthcare UHC    | UnitedHealthcare UHC |
| -------------------- | ----------------------- | -------------------- |
| Num                  | Coureur                 | Pos                  |
| 91                   | Lucas Euser (USA)       | 20e                  |
| 92                   | Isaac Bolívar (COL)     | 73e                  |
| 93                   | Jonathan Clarke (AUS)   | AB-8                 |
| 94                   | Ken Hanson (USA)        | 98e                  |
| 95                   | Christopher Jones (USA) | 41e                  |
| 96                   | John Murphy (USA)       | AB-8                 |
| 97                   | Kiel Reijnen (USA)      | 40e                  |
| 98                   | Daniel Summerhill (USA) | AB-8                 |

| NetApp-Endura TNE | NetApp-Endura TNE         | NetApp-Endura TNE |
| ----------------- | ------------------------- | ----------------- |
| Num               | Coureur                   | Pos               |
| 101               | Iker Camaño (ESP)         | 37e               |
| 102               | David de la Cruz (ESP)    | 10e               |
| 103               | Zakkari Dempster (AUS)    | 64e               |
| 104               | Tiago Machado (POR)       | 4e                |
| 105               | José Mendes (POR)         | 65e               |
| 106               | Andreas Schillinger (GER) | 57e               |
| 107               | Scott Thwaites (GBR)      | 80e               |
| 108               | Paul Voss (GER)           | 30e               |

| Novo Nordisk TNN | Novo Nordisk TNN         | Novo Nordisk TNN |
| ---------------- | ------------------------ | ---------------- |
| Num              | Coureur                  | Pos              |
| 111              | Javier Mejías (ESP)      | 35e              |
| 112              | Andrea Peron (ITA)       | AB-3             |
| 113              | David Lozano (ESP)       | HD-6             |
| 114              | Martijn Verschoor (NED)  | 96e              |
| 115              | Charles Planet (FRA)     | HD-6             |
| 116              | Joonas Henttala (FIN)    | 91e              |
| 117              | Nicolas Lefrançois (FRA) | HD-6             |
| 118              | Kevin De Mesmaeker (BEL) | 94e              |

| Optum-Kelly Benefit Strategies OPM | Optum-Kelly Benefit Strategies OPM | Optum-Kelly Benefit Strategies OPM |
| ---------------------------------- | ---------------------------------- | ---------------------------------- |
| Num                                | Coureur                            | Pos                                |
| 121                                | Ryan Anderson (CAN)                | 86e                                |
| 122                                | Alex Candelario (USA)              | 87e                                |
| 123                                | Charles Bradley Huff (USA)         | AB-8                               |
| 124                                | Carter Jones (USA)                 | 11e                                |
| 125                                | Will Routley (CAN)                 | 76e                                |
| 126                                | Eric Young (USA)                   | AB-8                               |
| 127                                | Tom Zirbel (USA)                   | NP-4                               |
| 128                                | Scott Zwizanski (USA)              | 47e                                |

| Jelly Belly-Maxxis JBC | Jelly Belly-Maxxis JBC | Jelly Belly-Maxxis JBC |
| ---------------------- | ---------------------- | ---------------------- |
| Num                    | Coureur                | Pos                    |
| 131                    | Serghei Țvetcov (MDA)  | 66e                    |
| 132                    | Kirk Carlsen (USA)     | AB-6                   |
| 133                    | Luis Lemus (MEX)*      | 77e                    |
| 134                    | Steve Fisher (USA)     | 92e                    |
| 135                    | Matthew Lloyd (AUS)    | 90e                    |
| 136                    | Sean Mazich (USA)      | AB-3                   |
| 137                    | Jacob Rathe (USA)*     | 59e                    |
| 138                    | Fred Rodriguez (USA)   | 84e                    |

| Jamis-Hagens Berman JSH | Jamis-Hagens Berman JSH  | Jamis-Hagens Berman JSH |
| ----------------------- | ------------------------ | ----------------------- |
| Num                     | Coureur                  | Pos                     |
| 141                     | Juan José Haedo (ARG)    | AB-8                    |
| 142                     | Matt Cooke (USA)         | AB-8                    |
| 143                     | Ben Jacques-Maynes (USA) | 48e                     |
| 144                     | Daniel Jaramillo (COL)   | 19e                     |
| 145                     | Gregory Brenes (CRC)     | 16e                     |
| 146                     | Luis Amarán (CUB)        | 28e                     |
| 147                     | Robbie Squire (USA)      | 36e                     |
| 148                     | Eloy Teruel (ESP)        | 42e                     |

| Bissell Development BDT | Bissell Development BDT   | Bissell Development BDT |
| ----------------------- | ------------------------- | ----------------------- |
| Num                     | Coureur                   | Pos                     |
| 151                     | Tanner Putt (USA)*        | 88e                     |
| 152                     | Nicolai Brøchner (DEN)*   | AB-6                    |
| 153                     | Clément Chevrier (FRA)*   | 24e                     |
| 154                     | Gregory Daniel (USA)*     | 45e                     |
| 155                     | Ryan Eastman (USA)*       | NP-4                    |
| 156                     | Tao Geoghegan Hart (GBR)* | 75e                     |
| 157                     | James Oram (NZL)*         | NP-4                    |
| 158                     | Ruben Zepuntke (GER)*     | 53e                     |